# 写真植字機
写真植字機（しゃしんしょくじき）は、写真技術を応用し、作業者の入力に応じて印画紙に文字を印字することで組版を行い、印字された文字や表組を現像した物をイラストなどと貼り込み印刷用の版下を作成する。写植機と通称される。光とレンズを使って文字を作るタイプライターとでもいうべきコンセプトで作られている。
ここでは手動写植機について扱う。電算写植については当該記事を参照。

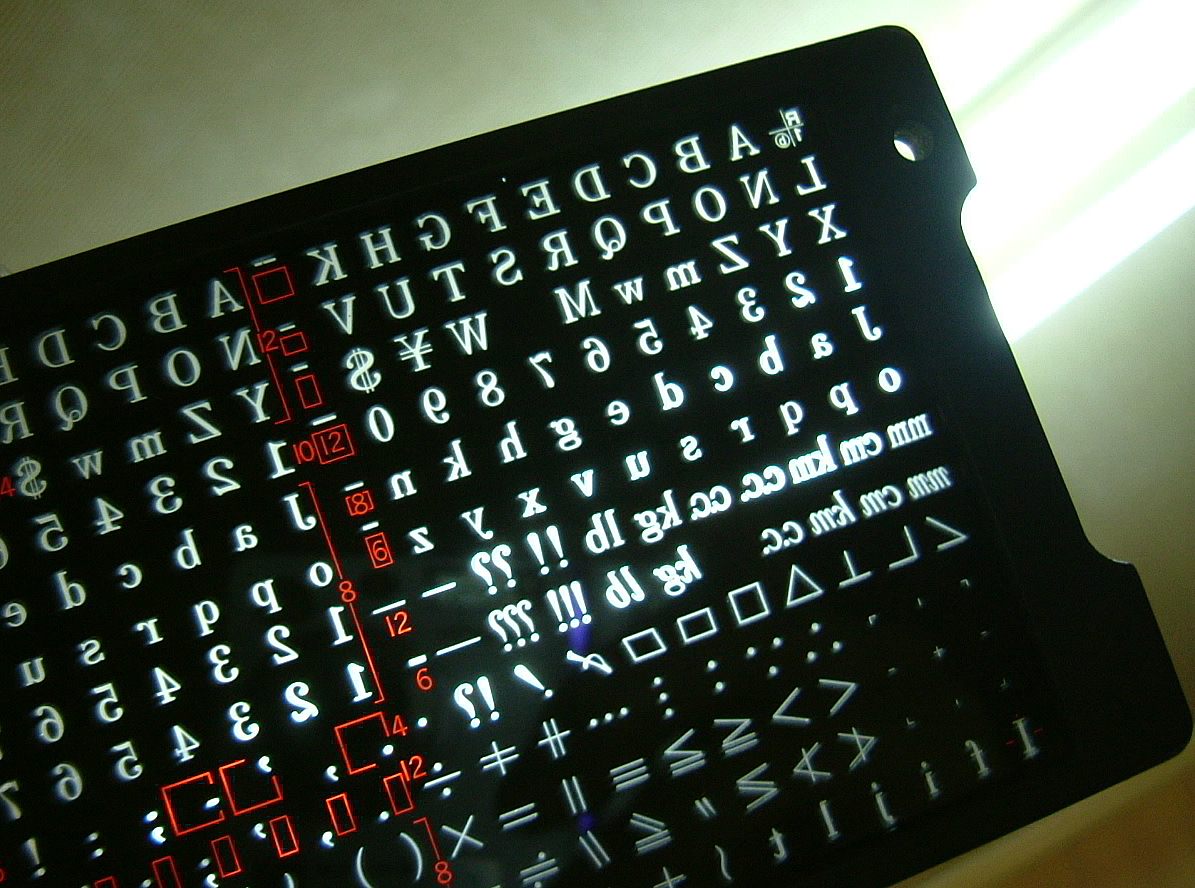
写研の写植文字盤（サブプレート）

## 開発
写真植字機は、19世紀末に開発された鋳植機（1886年）やモノタイプ（1887年）など、先に実用化された技術である鋳植機の延長・発展として着想された。写真技術を用いて、鋳植機における母型を文字盤に、鋳造部分をレンズと印画紙に置き換え、装置全体の小型化を狙ったものが写真植字機であると言える。1890年前後から主にイギリスとドイツで研究が進められ、後に試作機も製作されていたが、実用化・商用販売に至ったのは日本の石井茂吉と森澤信夫によるものが最初であった。日本が世界に先んじた背景には、欧文活字が文字ごとにそれぞれ固有の幅をもっており、文字盤の送り装置に複雑な機構が要求されたのに比べ、和文組版では基本的に文字が等距離に並ぶため、そのような問題を回避できたということがある。また、活字一揃いの字数が少ない欧米ではすでに鋳植機が発達・普及していたが、日本語の文字の多さから見て活字を印刷物用に大量に準備するにはスペースの問題もあり文字盤から無限に印字できる写植機はこの問題を解決できる必要なものになっていた。
1924年3月、新聞記事で写真植字機について知った森澤が石井に相談を持ちかけたのが開発のきっかけとなり、同年7月には国内で特許を出願する。1925年6月に認可を受け、開発を始めて8ヶ月後の同年10月に試作第一号機を完成させた。そして1926年11月、石井の自宅に写真植字機研究所（後の写研）が設立された。開発にあたっては、主に石井がレンズと文字盤を、森澤が他の装置部分を担当したとされる。商用販売が実現したのは1929年であるが、これは印刷会社5社がそれぞれ1台ずつ、厚意によって試験的に導入したものである。開発と比べ普及は進まず、森澤は1933年に同研究所を退社し、他業に転ずる。戦前、写真植字機は装置が小型で運搬しやすいところから、機密保持や外地での宣伝用印刷物製作に向くとされ、主として軍関係に利用された。
戦後、写真植字機研究所の設備は戦災により全て焼失していたため、理研工業から製造権の譲渡が打診された。しかし石井は提示された条件を良しとしなかった。そこで共同発明者である森澤と相談のうえ、再び森澤と結び、機械本体を森澤が、レンズと文字盤を石井が製作する共同事業として、写真植字機の開発が再開する。当時は印刷物の需要が非常に大きく、活版印刷と比べて設備の簡便な写真植字機は積極的に導入され、急速に普及していった。
当初は文字盤の書体として金属活字のそれを流用していたが、のちに平版オフセット印刷の特性を考慮した、いわゆる写植文字としての開発・改良がなされていく。石井と森澤はそれぞれ写研とモリサワという二大企業に分かれ、両社が国内の業界を牽引していった。

## 構造
機械装置としての写真植字機は、
- 光源
- 文字盤
- レンズ群
- ファインダー
- 暗箱
- 送り装置
- 点字板又はCRT画面

などで構成される。

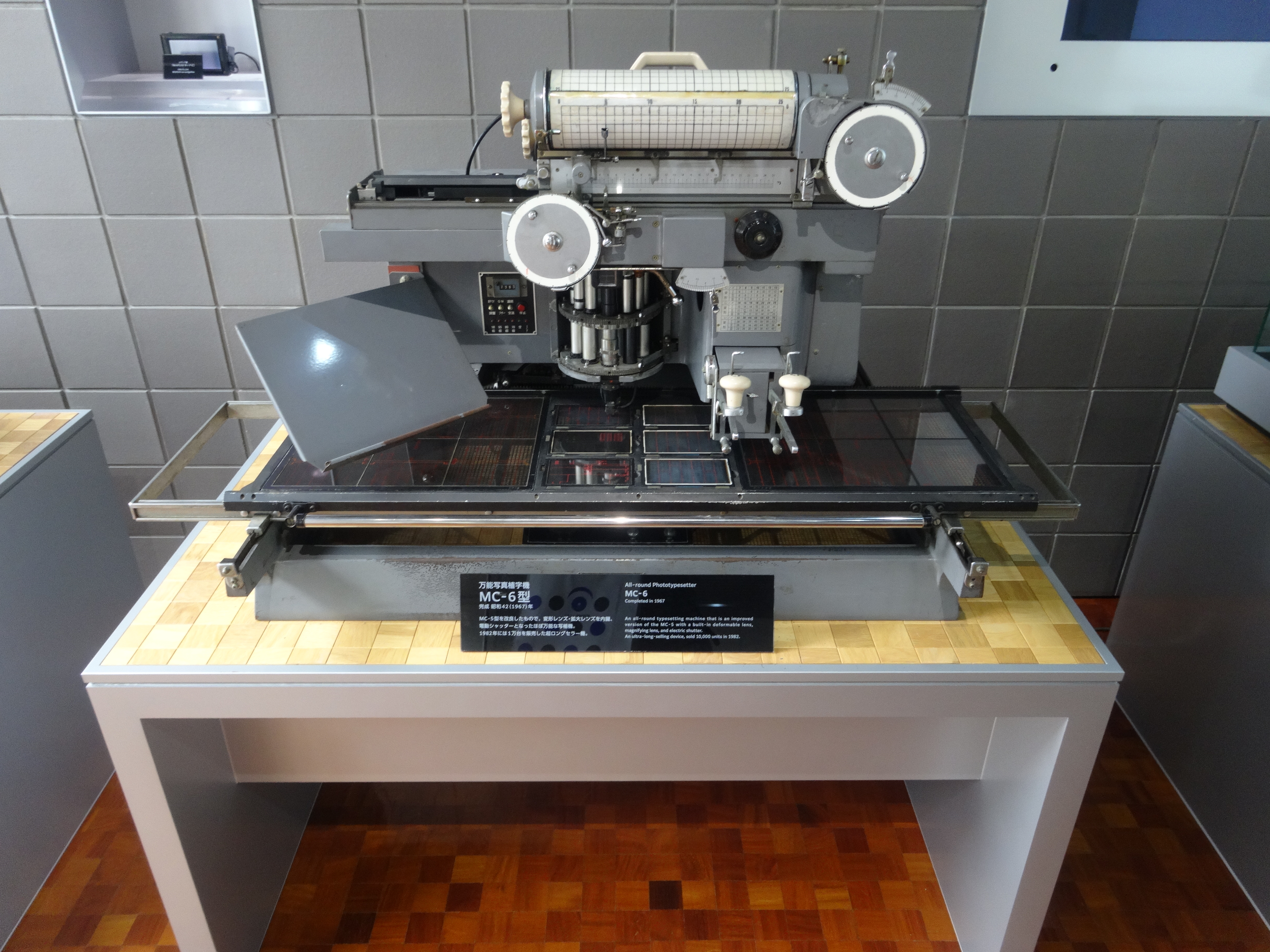
万能写真植字機MC-6型（モリサワ）

光源ランプからの光が、左右が反対の文字部分のみが透明になったガラス製の文字盤、級数レンズ、変形レンズの順で通り、オペレータ正面右のハンドルを押し下げることで、文字盤が固定しシャッターが切られ、暗箱に入った印画紙に植字される仕組みである。ただし、ファインダーを開いている時は、シャッターを切っても暗箱まで光が届かない構造になっている。（ファインダーは空打ちをする場合、そして形が複雑で文字盤の目視だけでは正しい文字を拾えているか確認が困難な場合に使用される）
一文字植字するごとに、点字板に水性マーカー等で、植字した場所に点字が打たれる。点字の大きさは文字サイズ変更でも変わることはない。新しい機種になるとCRT画面搭載により、文字の実画像でのレイアウト表示が可能になっている。
光源の明るさは、印画紙の種類や文字の形状によって変化させる。白抜き用の印画紙を入れることで黒地に白抜きでの植字が可能になるが、白抜き用の印画紙使用の場合は、光源の明るさを大幅に上げ、複数回シャッターを切ることで植字する。また、ゴナUなどの様に極太ウェイトの文字を拾う場合、光源が明るすぎるとハレーションを起こし、文字がにじんでしまうこともあるため、足下のペダル操作で一時的に光源を落として植字をする場合もある。
印画紙に感光させることで植字するため、作業後に現像処理をする必要がある。現像は自動現像機で行うことが多いが、予算的に自動現像機が購入出来ない場合や、厳密な濃度管理が要求される場合は、暗室にて手作業で現像が行われることもあった。

## Q数制
写真植字機で利用される単位として、文字サイズはQ数、送り量は歯数で指定する。Qとは英語のquarter（＝1/4）の意であり、1Qは1/4mm（0.25mm）である。このQに同音の漢字をあてて級と表記することが多い。しかし写真植字機では、文字を使用頻度によって分類する単位として「級」が使用されるので、両者の混同を避ける意味もあり、文字サイズについては「Q」と表記するほうが正確だとされる。また歯数は、文字盤を歯車で機械的に操作していた時の移動量に由来しており、1歯は0.25mmである。歯数はQに倣ってHと略記されることがある。
そもそも初期の写真植字機において、文字のサイズは、レンズ番号（最小が4.5ポイントに近似する1、最大が31ポイントに近似する10）で指示するか、または号数制やポイント制など、既存の単位系の相当値を用いることで表されていた。送り量も当初は縦横共に0.5mmであったが、1935年にまず縦送りだけが0.25mmに改良された。（当時の印刷物の多くが縦組みであったので、これをより精密に組むことが優先されたためである。）そして1938年に縦横の送り量が共に0.25mmとなるよう改良された時、送り量（歯数）をもとにした、文字サイズを表す新しい単位として、Q数制が確立された。すなわち、ある送り量でベタとなる文字サイズのQ数は、その歯数と等しい。例えば10歯送りでベタとなる文字サイズが10Qである。後に送り量を0.25mm以下のさらに小さな数値で制御できるようになってからも、単位としての歯に変更はなかった。
Qと歯は同一の量であるが、文字サイズについてのみQ、送り量については歯と使い分けることで、版面体裁の指定で混同を避けられるという利点がある。また送り量の単位に当初からメートル法が採用されていた結果として、Q数制もメートル法に基づく単位となったが、戦後になると、同様にメートル法で規定されている日本国内の紙の寸法に合わせやすいという利点が生じた。このような特長から、Q数制は電算写植やDTPの時代においても利用されている。（ポイント活字、号数活字を参照）
追記：広告用に写植が使われるようになると文字の間隔を詰める(カーニング)の流行があり0.25mmより詰める必要もあり自在に詰められるように細かいピッチでも字詰めができるように機械的に改善されブラウン管モニターがついたパボでは画面で状態を見ながら作業・印字できるようになった。

### 写植のQ数と活字の比較
| Q数      | 7 | 8   | 9 | 10 | 11  | 12 | 13 | 14 | 15   | 16 | 18 | 20 | 24 | 28 | 32 | 38 | 44 | 50 | 56 | 62 |
| ポイント | 5 | 5.5 | 6 | 7  | 7.5 | 8  | 9  | 10 | 10.5 | 11 | 12 | 14 | 16 | 18 | 22 | 26 | 31 | 34 | 38 | 42 |
| 号数     | 8 | 7   | - | -  | 6   | -  | -  | -  | 5    | -  | -  | 4  | 3  | -  | 2  | 1  | -  | -  | -  | 初 |

（参考：山岡勤七 「写真植字」 『日本百科大事典』 小学館、1962年）

## 写植文字
文字サイズごとに一揃いの活字を用意しなければならなかった活版印刷では、一書体あたりの専有面積が大きく、管理する費用も嵩むため、利用できる書体の数はごく限られていた。これに対し写真植字では、一つの文字盤からあらゆるサイズの文字が出力できるため、より多くの種類の書体を利用することが可能になった。
また書体の開発においても、活字と比べて文字盤の製作は簡便であったため、日本で初めて欧文組版のように多彩な書体を用意することが可能になった。一方で、本文用に設計された文字を大きく拡大して使うと痩せて見えたり、逆に見出し用に設計された文字を縮小して使うと潰れてしまうことから、さまざまな太さ（ウェイト）を揃えたファミリーとしての書体が要求されるなど、金属活字の時代とは異なる課題も生じた。ウェイトという概念そのものは写真植字が登場する前から存在していたものの、日本では、一書体に必要な字数の多さなど開発にかかる負担が大きく、それまで実現していなかったものであり、日本のタイプフェイスデザインは、写真植字の時代に大きな発展を遂げた。
文字盤とそれに付随する書体は、各社の写真植字機を特徴づける大きな要素で、非常に高価であり、多くの場合メーカーは自社の文字盤を他社製写真植字機で使用できないよう図っていた。しかし、実際には別会社の書体を混植した印刷物も多く見られ、形状に互換性がなくとも、文字盤が小さければ位置を調整してそのまま用いたり、補助枠を取り付けたりして対応させ、逆に大きすぎる場合には文字盤そのものを加工するといった、様々な策がとられていた。さらに、文字盤の構造はそれほど複雑なものではなかったので、特異な書体を用いるために、私的に文字盤を製作することも行われた。また、会社ロゴや独自記号などを写植機上で使用できるようにするために、ネガフィルム状態の文字・図像を貼ることでサブプレートとして使用可能な、「四葉（しよう）」といったプレートも販売されていた。

## 特徴
活版と異なり、レンズを使って自由に文字を拡大縮小あるいは変形レンズにより長体や平体そして斜体などに変化させることができたことや、多彩な書体が使用できたことなどから、組版の自由度が飛躍的に上昇した。また、活版の設備に比して場所を取らず、習熟に必要な期間も短く、また低コストで導入することができた。
ただし、初期の写植機は、印字する度に打ち込まれる点字で大まかなレイアウトを確認しながらの作業であり、打ち終えた印画紙を現像するまでは正確な仕上がりは分からなかった。そのため経験や勘に頼る所も多く、仕上がり品質は写植オペレータにより大きく左右された。
また先述の通り、変形レンズを使用することで長体・平体・斜体の変形が自由に行えるようになったが、斜体の場合、右上がり又は左上がりに印字されていたため、ライン合わせという斜め方向への印字をしていかなければならなかった。そのため、斜体を機械で混植することができず、斜体部分だけを別の場所にバラ打ちをしておいて、版下手作業において斜体部分を貼り込んでいくという作業が必要だった。
だが時代が進むにつれ、制御が機械工学的なものから徐々にマイコン制御に代わることで、詰め打ち用文字盤と併せて字送りを自動制御できるようになり、回転レンズの搭載で斜体の混植も可能になり、さらにその後のCRT搭載機の登場により、ほぼ正確なレイアウトを目で確認しながら作業できるようになった。
一番新しい機種では、斜め組や円組の混植も可能で、かなり複雑な版下も一枚の印画紙の中で組むことができる。
文字のサイズは当初、あらかじめ定められた倍率にしか指定できなかったが、JQレンズの登場によって中間の値を指定できるようになり、デザイナーの要望に応えられるようになった。
写植機の操作は版下の作成に直結するので、平版オフセット印刷工程において工数の減少につながった。しかし一方、文字の訂正が必要な場合、版下を薄く切り取って貼り替えるという作業が必要になり、行単位で少しずつずれるような場合には大変な労力を必要とした。ただし、この欠点はデータの状態で組版結果を保存することで訂正を容易にする電算写植において解消された。
DTPに完全に駆逐されたかに見える技術だが、現在でも一部では手動写植機が現役で活動している。